# Arancha González Laya
María Aránzazu González Laya (San Sebastián, 22 de mayo de 1969), conocida como Arancha González Laya, es una jurista y política española que desde febrero de 2022 es la decana de la Escuela de Asuntos Internacionales de París (PSIA). Fue ministra de Asuntos Exteriores, Unión Europea y Cooperación del Gobierno de España desde enero de 2020 hasta julio de 2021. También ha sido directora ejecutiva del Centro de Comercio Internacional (ITC) y subsecretaria general de la Organización de las Naciones Unidas (ONU).

## Primeros años y formación
Nacida en San Sebastián, hija de un director de escuela pública. Su madre se llama Josefa Laya. Se crio, no obstante, en la también guipuzcoana localidad de Tolosa.
Habla euskera, español, inglés, francés, alemán e italiano.
Se licenció en derecho por la Universidad de Navarra (UNAV) y posteriormente obtuvo un título de máster en derecho europeo por la Universidad Carlos III de Madrid (UC3M).
González empezó su carrera en el sector privado como asociada en el despacho de abogados alemán Bruckhaus Westrick Stegemann en Bruselas, asesorando a empresas en derecho de competencia, comercio y ayudas de estado.
Entre 2002 y 2005, González fue portavoz de comercio para la Comisión Europea y asesora del Comisario de Comercio. Desempeñó diversas funciones en la Comisión Europea en las áreas de comercio internacional y relaciones exteriores, incluyendo negociaciones sobre acuerdos comerciales con Mercosur, Irán, el Consejo de Cooperación del Golfo, los Balcanes, y países Mediterráneos. También apoyó a países en desarrollo para acceder al mercado europeo.

## Paso por la OMC
González fue jefa de gabinete de Pascal Lamy durante su mandato como director general de la Organización Mundial de Comercio entre 2005 y 2013. Durante ese periodo contribuyó de manera decisiva al lanzamiento de la iniciativa de la OMC “Ayuda para el Comercio”, así como al Marco Integrado Reforzado, una asociación entre diversas organizaciones internacionales cuyo objetivo es ayudar a los países más pobres del mundo a mejorar su incorporación en el comercio internacional. González fue la representante (Sherpa) del director general de la OMC en el G-20 entre 2008 y 2013.

## Directora del ITC
Durante su mandato al frente del Centro de Comercio Internacional (CCI), González impulsó el comercio sostenible. En 2014, González inauguró el primer Foro de Comercio Sostenible del CCI reuniendo actores públicos y privados para desarrollar soluciones que aseguren una mayor coherencia entre el comercio y el cambio climático.
González impulsó el empoderamiento económico de la mujer como uno de los ejes centrales de las acciones en el CCI. En 2015 lanzó la iniciativa «SheTrades Initiative», con el objetivo de conectar a tres millones de empresarias con los diferentes mercados para 2021. También impulsó la adopción de la Declaración de Buenos Aires sobre Mujeres y Comercio durante la Undécima Conferencia Ministerial de la Organización Mundial de Comercio en Buenos Aires en diciembre del 2017. En 2019, González coeditó la obra colectiva Women Shaping Global Economic Governance.

## Ministra de Exteriores en España
Nombrada en enero de 2020 como ministra al frente de la cartera de Asuntos Exteriores, Unión Europea y Cooperación del Gobierno de España en el segundo gobierno de Pedro Sánchez, tomó posesión del cargo el día 13, abogando durante la ceremonia por «reposicionar a España en la UE y en el mundo».
En julio de 2020 ante el avance de la COVID-19 en el mundo, González presentó la Estrategia de Respuesta Conjunta de la Cooperación Española a la crisis del COVID-19, movilizando aproximadamente 1700 millones de euros para apoyar a países en desarrollo.
El 31 de diciembre de 2020 cerró un principio de acuerdo entre España y el Reino Unido relativo a Gibraltar abriendo un nuevo capítulo en las relaciones entre ambos países tras 300 años de inmovilismo.
En marzo de 2021 lanzó junto al Presidente Pedro Sánchez la Guía de Política Exterior Feminista para impulsar la integración de las mujeres en la toma de decisiones, la política y la diplomacia.
Durante su mandato se dio un impulso a las relaciones entre España y África con el lanzamiento del Foco África 2023.
En abril del 2021 González presentó la Estrategia de Acción Exterior 2021-2024, la segunda desde la elaborada en 2016 durante el Gobierno de Mariano Rajoy y que fijó las nuevas prioridades de la política exterior española hasta el 2024.
En mayo de 2021, fue la encargada de gestionar las relaciones exteriores durante la crisis diplomática entre España y Marruecos por la cual se produjo el paso de más de 8000 personas a la ciudad autónoma. Marruecos declaró que ello tenía que ver con la posición española sobre el Sáhara Occidental. Tras esto las autoridades comunitarias reaccionaron ante el uso político de la migración y el Parlamento Europeo adoptó una resolución rechazando el uso de menores no acompañados por parte de Marruecos para presionar a España. Marruecos también ha puesto presión sobre Alemania por la misma razón.
Al tomar posesión González apostó por reforzar el papel de España en la política internacional. Al ser nombrada ministra de Asuntos Exteriores también prometió una defensa del multilateralismo y los derechos humanos y colocar entre las prioridades de su mandato el reenfoque de la política de cooperación internacional.
González cesó el 12 de julio de 2021 junto con otros cinco ministros en el cambio del Ejecutivo anunciado por Pedro Sánchez unos días antes.
A mediados de septiembre de 2021, el comisario europeo de Asuntos Económicos y Monetarios, Paolo Gentiloni, nombró a Laya presidenta del Comité de Sabios sobre el Futuro de la Unión Aduanera. El Comité de Sabios hizo público su informe en marzo del 2022.
A finales de septiembre de 2021, el juez que investigó la presunta entrada ilegal del líder del Frente Polisario, Brahim Gali, en España imputó a Arancha González Laya por prevaricación, falsedad documental y encubrimiento. La denuncia había sido presentada por el empresario Rachad Andaloussi y del exdiputado Juan Vicente Pérez Aras por cuenta del servicio secreto marroquí, según un informe del CNI. En su declaración ante el juez, la exministra se mostró firme en la defensa de la legalidad de la entrada en España de Gali por razones humanitarias. En mayo de 2022, la Audiencia Provincial de Zaragoza rechazó todos los argumentos esgrimidos por el juez de instrucción, confirmando la tesis mantenida por la ministra, al considerar que se trató de una «decisión política», sin trascendencia penal.

## Decana de la Escuela de Asuntos Internacionales de París
El 18 de febrero de 2022 se anunció su nombramiento como decana de la Escuela de Asuntos Internacionales de París (PSIA) de Siences Po dependiente del Instituto de Estudios Políticos de París.

## Otras actividades
- International Gender Champions (IGC), Presidenta del Consejo de Administración[28]
- Mo Ibrahim Foundation, Miembro del Consejo Asesor[29]
- EU-Africa High-level group, Miembro.
- Miembro del European Council on Foreign Relations (ECFR)
- Profesora en el Instituto Universitario Europeo (EUI),[30]

## Distinciones y condecoraciones
- Gran Cruz de la Real Orden de Carlos III (2021)[31]